# Urospermum
Genre
Classification phylogénétique
Urospermum, les urospermes, est un genre de plantes à fleurs de la famille des Asteraceae (Composées).
Il ne comporte que deux espèces :
- Urospermum dalechampii (L.) Scop. ex F.W.Schmidt - Urosperme de Daléchamps
- Urospermum picroides (L.) Scop. ex F.W.Schmidt - Urosperme fausse picride

Ce sont deux espèces essentiellement méditerranéennes, qui doivent leur nom à leurs fruits. Formé sur des racines grecques, le mot Urospermum signifie que la graine, ou plutôt le fruit, se termine par une sorte de queue, long bec creux et élargi. Pour le reste, ce sont des Asteraceae assez proches des pissenlits, avec des fleurs toutes ligulées.

## Notes

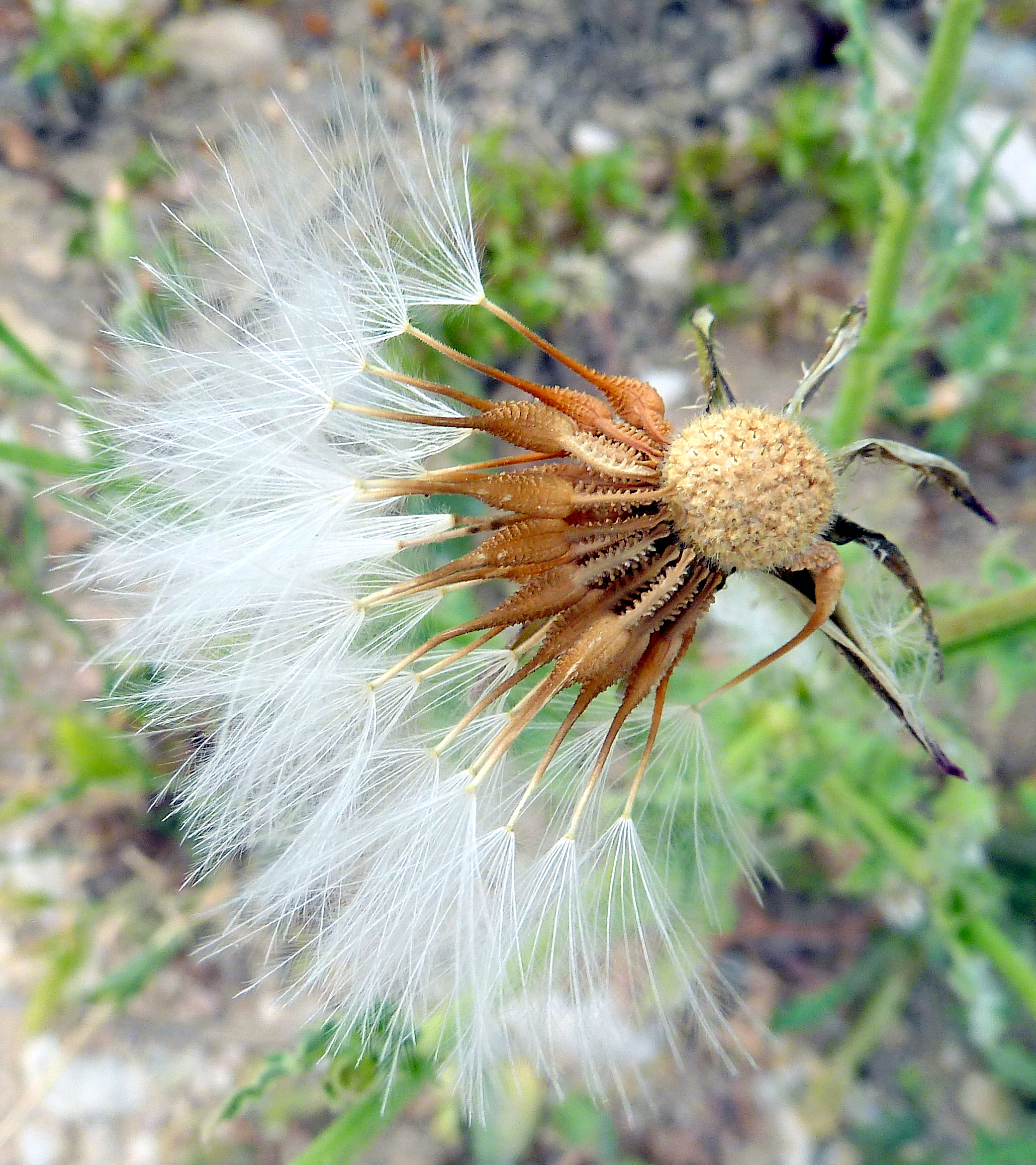
Fruits d' U. picroides.